# Redemption (album Ektomorf)
Redemption – siódmy album studyjny węgierskiej grupy muzycznej Ektomorf.

## Lista utworów
1. Last Fight
2. Redemption
3. I’m In Hate
4. God Will Cut You Down
5. Stay Away
6. Never Should
7. Sea Of My Misery
8. The One (gośc. Danko Jones)
9. Revolution
10. Cigany
11. Stigmatized
12. Anger
13. Kill Me Now (utwór dodatkowy na wersji limitowanej wersji digipak)

## Muzycy
- Zoltán Farkas - śpiew, gitara elektryczna, gitara akustyczna
- Murvai Zsabolcs - gitara basowa
- József Szakács - perkusja
- Tamás Schrottner - gitara